# Томский, Николай Васильевич
Никола́й Васи́льевич То́мский (настоящая фамилия — Гришин; 7 [19] декабря 1900, с. Рамушево, Старорусский уезд, Новгородская губерния, Российская империя — 22 ноября 1984, Москва, СССР) — русский советский скульптор, представитель соцреалистической школы, педагог и общественный деятель; мастер монументальной пластики, автор обширной скульптурной ленинианы. Действительный член (с 1949; член-корреспондент с 1947) и президент (в 1968—1983) Академии художеств СССР. Народный художник СССР (1960), Герой Социалистического Труда (1970). Лауреат Ленинской премии (1972), пяти Сталинских премий (1941, 1947, 1949, 1950, 1952), и Государственной премии СССР (1979).

## Биография
Николай Гришин родился 7 (19) декабря 1900 года в селе Рамушево (ныне в Старорусском районе, Новгородская область, Россия) в семье кузнеца.
Так как в 1914 году отец его ушёл на фронт, фактически все годы Первой мировой войны стоял во главе семьи. С началом Гражданской войны был призван в Красную армию, воевал, был ранен.
В Рамушеве прожил почти 20 лет. В дальнейшем переехал в Старую Руссу, в нём проявился интерес к изобразительному искусству, он много рисовал, поступил в драматический кружок Народного дома, организованного по инициативе и усилиями разносторонне одаренного человека, живописца, передвижника Василия Сварога. Именно Сварог посоветовал ему заняться лепкой.
Скульптор оставил наполненные лиризмом воспоминания о старорусском периоде своей юности.
Отменные по живописности места, просторные заливные луга вдоль берегов тихой привольной Ловати. Разноцветный ковёр весной, пахучие сенокосы летом, синеющая стылая даль осенней порой и заснеженная целина, прорезанная санным путём через замёрзшую Ловать… Сколько радости в мартовской голубой и звонкой капели, в журчании весенних ручьёв. И какой неописуемый восторг вызывает ледоход Ловати… А первая песня скворца под окном и серебряный колокольчик невидимого жаворонка! Какое блаженство — бежать по цветущему лугу на лету сшибая золотистые лютики, лебяжий пух одуванчиков… Незабываемое детство — оно на всю жизнь.
После демобилизации, в 1923 году отправился в Петроград, где поступил на скульптурный факультетХудожественно-педагогического техникума, который окончил в 1927 году. Руководителем его был Всеволод Лишев. Впервые выставился в 1925 году в Ленинградском музее Революции на экспозиции, посвященной памяти Владимира Ленина. В 1920-е, 1930-е годы участвовал в реставрации монументально-декоративной скульптуры Ленинграда, изучал традиции русской школы ваяния XIX века, которые оказали влияние на его пластическую манеру, сочетание индивидуального и типического, характерного жеста и тщательно моделированных форм, отделки, создания образов, проникнутых патетикой и героическим пафосом. В это время художник работал над памятником С. М. Кирову (в 1935 году объявлен всесоюзный конкурс проектов памятника на Кировской площади у здания одноимённого райсовета в Ленинграде — победила работа скульптора Н. В. Томского и архитектора Н. А. Троцкого). Открыт памятник 6 декабря 1938 года. На постаменте барельефы, посвященные теме гражданской войны, труда. — Бронза, гранит. Эта работа была удостоена Сталинской премии СССР — первая для скульптора государственная награда). В 1937 скульптор создал статую «А. Бусыгин» (гипс).
В годы войны, находясь в блокадном Ленинграде, принимал активное участие в маскировочных работах, направленных не только на решение оборонных задач, но и на спасение культурного достояния осаждённого города. Он возглавлял бригаду скульпторов, работавших над рельефными агитплакатами. Совместно с В. В. Исаевой, М. Ф. Бабуриным, Г. Б. Пьянковой-Рахманиной, Р. Н. Будиловым, Б. Р. Шалютиным, В. Я. Боголюбовым и А. А. Стрекавиным создал скульптурное панно «За Родину!» (6×5 м), которое было установлено на Невском проспекте в районе Государственной Публичной библиотеки.
После войны скульптор работал в Москве. В конце 1940-х вылепил и отлил в бронзе, высек в камне ряд портретов и фигур в рост. В портретной галерее, созданной скульптором в это время, — военачальники, герои Великой Отечественной войны: И. Д. Черняховский (мрамор, 1947); М. Г. Гареев (базальт, 1947), П. А. Покрышев (мрамор, 1948), А. С. Смирнов (мрамор, 1948) — все в ГТГ; И. Н. Кожедуб (этюд, бронза, 1948; РМ, Ленинград; Бюст также установлен в сельском сквере деревни Ображиевка Шосткинского района; архитектор Л. Г. Голубовский; бронза, мрамор. 1949). Памятник И. Р. Апанасенко (Белгород; бронза, 1944—49). За цикл портретов, памятник И. Р. Апанасенко и монументальные рельефы историко-революционной тематики (с соавторами; гипс, 1949), портрет С. М. Кирова (мрамор, 1949; ГТГ) — скульптор был награждён несколькими Государственными премиями.
Руководил бригадами скульпторов, которые создавали монументальные фигуры для московских высоток, работали над оформлением московского метрополитена. В этих группах вместе с ним трудились скульпторы М. Ф. Бабурин, П. И. Бондаренко, Н. И. Рудько, М. Н. Смирнов, Р. К. Таурит, А. П. Файдыш-Крандиевский, Д. П. Шварц, Г. А. Шульц и другие. С середины 1950-х годов в портретном творчестве скульптора углубилась индивидуальная характеристика модели, манера лепки становится более пластичной; — образность приобретает содержательный и выразительный психологический строй. Произведения ваятеля в жанре ню, отличает лиризм и хорошее знание натуры. Он не впадает в крайности обобщения, но и не боится наполнения. К сожалению, эта часть творческого наследия скульптора не слишком хорошо известна зрителю. Портреты, созданные им в рамках идеологического заказа, отвечают не только требованиям высокого профессионализма, но и демонстрируют неформальное отношение мастера к выбору средств и соответствию их особенностям внутренней жизни моделей. Показателен в этом отношении, например, портрет французского рабочего, коммуниста Жозефа Гельтона (бронза, 1967, ГТГ). Такими же качествами наделены многие портреты политиков, учёных и деятелей культуры, созданные им на основе этюдов — или во время самих зарубежных поездок, когда скульптор продолжал оставаться творчески активным; портреты — Юзефа Лясковского, мексиканского живописца-монументалиста Диего Ривера (1956—1957), польского революционера В. Шопского (1957), болгарского художника В. Димитрова-Майстора (1957), президента ГДР Вильгельма Пика (1956), генерала Э. П. Пети (1957). Женские портреты скульптора также содержательны, они раскрывают характер моделей, — созвучие гармоничного облика и обаяния, внутренней красоты (Женский портрет. 1964).
С 1948 года преподавал в Московском художественном институте (ректор в 1964—1970, профессор). Одновременно с преподаванием в МХИ, с 1960 по 1968 год руководил творческой мастерской в Институте живописи, скульптуры и архитектуры им. И. Е. Репина АХ СССР в Ленинграде.

Могила Томского на Новодевичьем кладбище Москвы.

Принимал активное участие в общественной жизни. Именно благодаря его помощи был сохранён один из крупных архитектурных памятников конца XIX века — Храм Всемилостивого Спаса, который советские власти пытались снести в 1979 году. Ещё в 1929 году собор был закрыт, после чего вывезено всё внутреннее убранство, а фрески закрашены, снесли главы и ярус звона колокольни. Фактически здание церкви в 1976 году было передано в ведение Московского государственного технологического университета «Станкина», руководство которого решило разобрать «за ненадобностью» этот памятник архитектуры и истории, а на его месте построить учебные корпуса. Действия Н. В. Томского позволили отстоять церковь. Благодаря ходатайству скульптора удалось начать деятельность по возрождению храма «Всех скорбящих радости» и Скорбященского монастыря, которому он принадлежал. Так, уже в 1982 году сохранённое его силами здание, было отреставрировано финской фирмой, по проекту института «Росреставрация»
Академик Академии художеств СССР (1949; член-корреспондент 1947). С 1958 года — член Президиума Академии художеств СССР. С 3 июля 1968 года по 28 октября 1983 года — президент Академии художеств СССР. Член Союза художников СССР.
Член ВКП(б) с 1950 года. Делегат XXIV съезда КПСС. Депутат Верховного Совета РСФСР 3, 6-10-го созывов.
Член комитета по международным Ленинским премиям «За укрепление мира между народами», член градостроительного совета Москвы и художественного совета к экспортной комиссии Министерства культуры СССР.
Скончался 22 ноября 1984 года в Москве. Похоронен на Новодевичьем кладбище (участок № 10).

### Награды и звания
- Герой Социалистического Труда (1970)
- Заслуженный деятель искусств РСФСР (1947)
- Народный художник РСФСР (1951)
- Народный художник СССР (1960)
- Ленинская премия (1972) — за гранитный памятник В. И. Ленину в Берлине (1970)
- Сталинская премия второй степени (1941) — за памятник С. М. Кирову в Ленинграде (1939)
- Сталинская премия первой степени (1948) — за скульптурный портрет И. Д. Черняховского
- Сталинская премия второй степени (1949) — за скульптурные портреты И. Н. Кожедуба, П. А. Покрышева и А. С. Смирнова[11]
- Сталинская премия первой степени (1950) — за памятник И. Р. Апанасенко в Белгороде, скульптурный портрет С. М. Кирова и коллективную работу над барельефами «В. И. Ленин и И. В. Сталин — основатели и руководители Советского государства»
- Сталинская премия второй степени (1952) — за мраморный бюст Н. В. Гоголя
- Государственная премия СССР (1979) — за создание монумента В. И. Ленину в Ташкенте
- Государственная премия РСФСР имени И. Е. Репина (1975) — за памятник М. И. Кутузову в Москве
- Три ордена Ленина (1967, 1970, 1980)
- Орден Октябрьской Революции (1976)
- Орден Трудового Красного Знамени (1960)
- Медаль «За доблестный труд в Великой Отечественной войне 1941—1945 гг.»
- Медаль «За оборону Ленинграда»
- Орден Карла Маркса (ГДР)
- Почётный гражданин Старой Руссы (1967).

## Ученики
Л. М. Баранов, Л. Л. Берлин, Т. Е. Бермант, Н. В. Богушевская, З. М. Ветрова, В. Н. Вильвовский, Х. Б. Геворкян, М. Н. Дзбоев, В. Б. Доброхотова, А. А. Древин, В. Х. Думанян, В. А. Евдокимов, Ю. П. Ишханов, С. С. Казанцев, В. М. Клыков, О. К. Комов, Ю. И. Ксенофонтов, Я. Н. Купреянов, Г.-Н. А. Лавинский, Ю. Н. Лоховинин, Д. Ю. Митлянский, Ф. И. оглы Наджафов, А. М. Ненашева, И. Н. Новиков, С. Л. Островская, Г. Д. Распопов, М. Б. Романовская, И. М. Рукавишников, К. Ю. Рябинина, И. А. Тенета, Н. П. Тимофеева, Ю. П. Устинова, А. Н. Филиппова-Рукавишникова, А. И. Чернов, Ю. Л. Чернов, Г. А. Шакаров и другие.

## Произведения
Автор памятников и портретов:

Бюст Н. В. Гоголя на Новодевичьем кладбище

Памятник Ленину В. И. скульптора Н. Томского в Берлине 1981

- Скульптурное оформление Моста Победы в Москве, 1943 год;
- Памятники В. И. Ленину в Ленинграде 1949 г., на Средней Рогатке; демонтирован в 1951 г., заменён на другую скульптуру Ленина работы В. Я. Боголюбова и В. И. Ингала;
- Памятники В. И. Ленину в Ленинграде 1949 г., у Варшавского вокзала 1949 г.; арх. Н. Ф. Хомутецкий, Б. В. Муравьёв. Демонтирован в 2005 г.; в 2012 году установлен на территории Национального государственного университета физической культуры, спорта и здоровья имени П. Ф. Лесгафта;
- Памятники В. И. Ленину в Сестрорецке. Первоначально был установлен в 1950 г. на Приморском шоссе у южного въезда в Сестрорецк, в 1963 г. перенесён на пл. Свободы; арх. А. И. Прибульский;
- Памятник С. М. Кирову в Пскове (1937 г.; вывезен немцами в 1942 г. на переплавку);
- Памятник С. М. Кирову в Ленинграде (1938 г., арх. Н. А. Троцкий, см. фото)
- Памятник С. М. Кирову в Волхове Ленинградской области;
- Памятник С. М. Кирову в Кировске Ленинградской обл. 1952 г.
- Памятник С. М. Кирову в Воронеже 1939 г. в сквере на ул. Лебедева;
- Памятники В. И. Ленину в Воронеже (1940 г.; восстановлен в 1950 г.; арх. Н. А. Троцкий); в 1967 г. заменён постамент, а сам памятник перенесён к центру площади;
- Памятники В. И. Ленину в Таллине 1950 г.; арх. А. Котли; демонтирован в 1991 г., перевезён в Пярну, где в обезглавленном виде простоял до 2008 г., когда был отправлен на свалку;
- Памятники В. И. Ленину в Вильнюсе (1952 г.; арх. В. П. Микучанис); демонтирован в 1991 г. Ныне стоит в Груто-Парке вместе с другими демонтированными памятниками советской эпохи;
- Памятник В. И. Ленину в Иркутске (1952 г.; арх. Л. Г. Голубовский);
- Памятник В. И. Ленину в Климовске (1967 г.);
- Памятники В. И. Ленину в Старой Руссе 1984 г.
- Памятник И. В. Сталину на проспекте Обуховской Обороны в Ленинграде (арх. Д. С. Гольдгор); демонтирован в конце 1950-х годов;
- Памятник И. В. Сталину на Средней Рогатке в Ленинграде, в 1951 г. заменён постамент (арх. Б. Н. Журавлёв); демонтирован в конце 1950-х годов;
- Памятник И. В. Сталину у Балтийского вокзала в Ленинграде (арх. Н. Ф. Хомутецкий, Б. В. Муравьёв, С. И. Евдокимов); демонтирован в конце 1950-х годов;
- Памятник И. В. Сталину на его могиле на Красной площади в Москве, установлен в 1970[12]
- Памятник В. И. Ленину в Орле (1949 г.; арх. Б. В. Антипов; пл. К. Маркса. В 1961 г. перенесён на пл. Ленина к Дому Советов; арх. Л. Г. Голубовский);
- Памятник генералу армии И. Р. Апанасенко в Белгороде (1949 г.; арх. Л. Г. Голубовский; Сталинская премия 1950 г.);
- Памятник-бюст трижды Героя Советского Союза И. Н. Кожедуба в селе Ображиевка Сумской области Украинской ССР (1949 г.; арх. Л. Г. Голубовский);
- Памятники В. И. Ленину в Джамбуле Казахской ССР (1959 г.; арх. К. Рахмати)
- Памятник генералу И. Д. Черняховскому в Вильнюсе (воздвигнут в 1950 г.; арх. Л. Г. Голубовский; демонтирован в 1991 г. и перевезён в Воронеж; торжественно открыт 9 мая 1993 г.);
- Памятник М. В. Ломоносову перед главным зданием МГУ на Воробьевых горах (1954 г.; архитектор Л. В. Руднев);
- Памятник В. И. Ленину в Мурманске (1957 г.; арх. Л. В. Сизиков);
- Портрет художника Диего Риверы (1956—1957, бронза; ГТГ)[5];
- Портрет скульптора Т. Э. Залькалнса (1956, бронза; ГРМ[9]);
- Портрет писателя С. Н. Сергеева-Ценского (1962, песчаник, гранит; Курская областная художественная галерея)[5];
- Памятник В. И. Ленину на пл. Свободы в Вологде (1958 г.; арх. Л. Г. Голубовский);
- Памятник В. И. Ленину на Советской пл. в Саранске (1960 г.; арх. А. Н. Душкин);
- Памятник-бюст дважды Героя Советского Союза М. Г. Гареева в Уфе (1967 г.; арх. Л. Г. Голубовский. Первоначально открыт 17 июня 1951 г. на родине Героя, в деревне Илякшиде Илишевского района Башкирской АССР);
- Памятник адмиралу П. С. Нахимову в Севастополе (1959 г.; арх. А. В. Арефьев);
- Памятник-бюст М. И. Кутузову перед «Кутузовской избой» (1958 г.; арх. Л. Г. Голубовский);
- Памятник Лёне Голикову в Новгороде (1964 г.);
- Памятник-бюст Лизе Чайкиной в пос. Пено Тверской обл. 1944 г.;
- Памятник В. И. Ленину в Железноводске (1966 г.; арх. А. А. Заварзин);
- бюст И. В. Сталина на его могиле у Кремлёвской стены (1970 г.);
- Памятник В. И. Ленину, Таганрог (1970 г.; арх. А. А. Заварзин);
- Памятники В. И. Ленину в Берлине (1970 г.; разобран в 1991 г.);
- Бюст С. М. Будённого на его могиле у Кремлёвской стены;
- Памятник М. И. Кутузову в Москве (1973 г.; ск-ры: А. А. Мурзин, Б. В. Едунов, А. И. Бельдюшкин, А. Н. Томский; арх. Л. Г. Голубовский);
- Скульптурно-архитектурная композиция на могиле Неизвестного солдата у Кремлёвской стены (1975, Москва);
- Памятник В. И. Ленину в Ишиме (установлен в 1976 г.; идентичен памятнику в Железноводске);
- Памятник-бюст А. Н. Косыгину на Аллее дважды Героев в Московском Парке Победы в Ленинграде (1977 г.; арх. Л. Г. Голубовский);
- Памятник Н. В. Гоголю на Гоголевском бульваре в Москве (1952 г.; арх. Л. Г. Голубовский; стоявший ранее, с 1909 года, на этом месте памятник скульптора Н. А. Андреева был перенесён в Донской монастырь; сейчас — во дворе дома 7 по Никитскому бульвару, у мемориального центра Гоголя)[13][14].
- Бюст Н. В. Гоголю на Новодевичьем кладбище (1952, архитектор Л. Г. Голубовский)[15][16].

### Память
- В Москве установлен памятник Н. В. Томскому, а на доме, в котором он жил (ул. Большая Бронная, 29), — мемориальная доска.
- В честь Н. В. Томского, в Кривом Роге (Украинская ССР) была названа улица, в процессе декоммунизации заменена на улицу Станислава Конткевича.
- Имя скульптора Томского носило рефрижераторное судно Латвийского Морского Пароходства.
- Памятник советскому скульптору Н. В. Томскому был установлен в 2000 году у входа в МАХЛ при РАХ, который ранее был Московской средней художественной школой и с 1985 года носил имя Николая Васильевича Томского (Гришина).

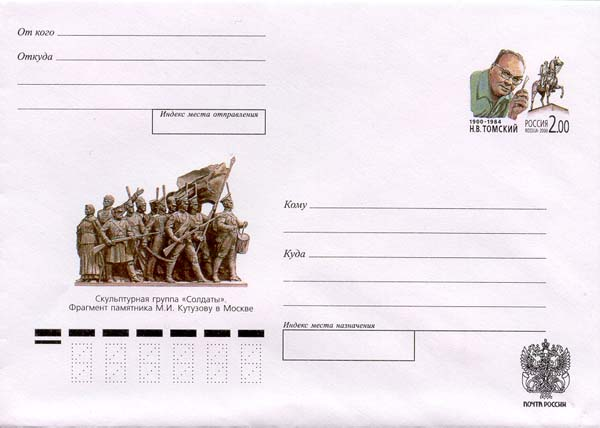
Почтовый конверт России

## Избранные работы
|                                                                   |  |                                       |  |                         |
| Памятник генералу И. Д. Черняховскому в Вильнюсе (фото 1964 года) |  | Памятник П. С. Нахимову в Севастополе |  | Статуя Ленина в Берлине |